# Palmira Toljatija
La rue Palmira Toljatija (en serbe cyrillique : Палмира Тољатија) est située à Belgrade, la capitale de la Serbie, dans les municipalités urbaines de Novi Beograd et de Zemun.
Elle doit son nom à Palmiro Togliatti (1893-1964), l'un des fondateurs du Parti communiste italien, qu'il dirigea comme secrétaire général de 1927 à 1934, puis de 1938 jusqu'à son décès.

## Parcours
La rue Palmira Toljatija prend naissance au niveau de la rue Prve pruge, dans la municipalité de Zemun. Elle s'oriente vers le sud et croise les rues Džona Kenedija, Goce Delčeva et Aleksinačkih rudara. Elle se termine au niveau du Bulevar Mihaila Pupina.

## Culture
Les Archives historiques de Belgrade (Istorijski arhiv Beograda), situées au n° 1 rue Palmira Toljatija, rassemblent des documents provenant des 17 municipalités de la Ville de Belgrade sur une période allant du milieu du XVIIIe siècle à la fin du XXe siècle ; elles possèdent ainsi une surface de stockage de 2 400 m2, soit plus de 12,5 km linéaires de documents.

## Sport
Le club de handball RK Novi Beograd, situé au n° 2, a été créé en 2009

## Éducation
L'école maternelle Suncokret est installé au n° 26a de la rue.
L'université Alpha se trouve au n° 3 ; fondée en 1992, elle fut la première université privée du pays ; elle est subdivisée en plusieurs facultés : faculté de Commerce et de Banque, faculté d'Économie et de Sciences politiques, faculté des Technologies de l'information, académie de Musique, académie des Beaux-arts, faculté de management sportif, faculté de Langues étrangères ou encore faculté de management stratégique et opérationnel.

## Économie
La société Jugocentar Beograd a son siège social au n° 7 de la rue ; cette entreprise, qui travaille dans le secteur du commerce, entre dans la composition du BELEXline, l'un des indices principaux de la Bourse de Belgrade.
L'Hotel Tulip Inn Putnik est situé au n° 9 de la rue.
Un supermarché Mini Maxi se trouve au n° 5, ainsi que le centre commercial Stari Merkator.